# 四川警察学院
28°52′48″N 105°25′29″E / 28.87989°N 105.42481°E
四川警察学院，简称四川警院，是中华人民共和国的一所全日制本科公办省属普通高等学校，位于四川省泸州市江阳区。以培养合格的警员为主。

## 历史沿革
1950年8月，川西人民行政公署公安厅公安学校在成都市成立；1952年8月，更名为四川省人民政府公安厅公安学校；1954年12月，学校停办。1956年5月，四川省公安学校成立并迁往泸州；1974年9月，开办中专班。1980年11月，四川省人民警察学校在四川省公安学校中专部的基础上建立。1984年10月，四川省公安学校改建为四川省公安管理干部学院。1999年，四川省公安管理干部学院和四川省人民警察学校合并，筹建四川警官高等专科学校，并于2000年3月经教育部批准正式建立。2006年4月，升格为四川警察学院。

## 教学部门
- 侦查系
- 治安系
- 刑事技术系
- 道路交通管理系
- 警察管理系
- 计算机科学与技术系
- 法学系
- 警务基本技能教学部
- 马克思主义学院
- 基础教学部
- 成人教育部[4]